# آراکسیا گیولزادیان
آراکسیا کاراپتی گیولزادیان (ارمنی: Արաքսյա Կարապետի Գյուլզադյան؛ ۵ ژوئن ۱۹۰۷ – ۷ اکتبر ۱۹۸۰) خواننده سبک‌های موسیقی فولک ارمنی و موسیقی عاشوقی اهل ارمنستان بود.

## زندگی‌نامه
وی در ۵ ژوئن ۱۹۰۷ در گیومری به دنیا آمد در سال ۱۹۲۶ به ایروان نقل مکان نمود. رومانوس ملیکیان یکی از استادان وی بود. وی همچنین برندهٔ عنوان افتخاری هنرمند مردمی ارمنستان شوروی (۱۹۶۰) شده‌است. گیولزادیان تک‌خوان ارکستر فیلارمونیک ارمنستان بود. وی همچنین به خاطر اجرای ترانه‌های شرام شناخته شده‌است. وی در ۷ اکتبر ۱۹۸۰ در سن ۷۳ سالگی در ایروان درگذشت.

## نگارخانه

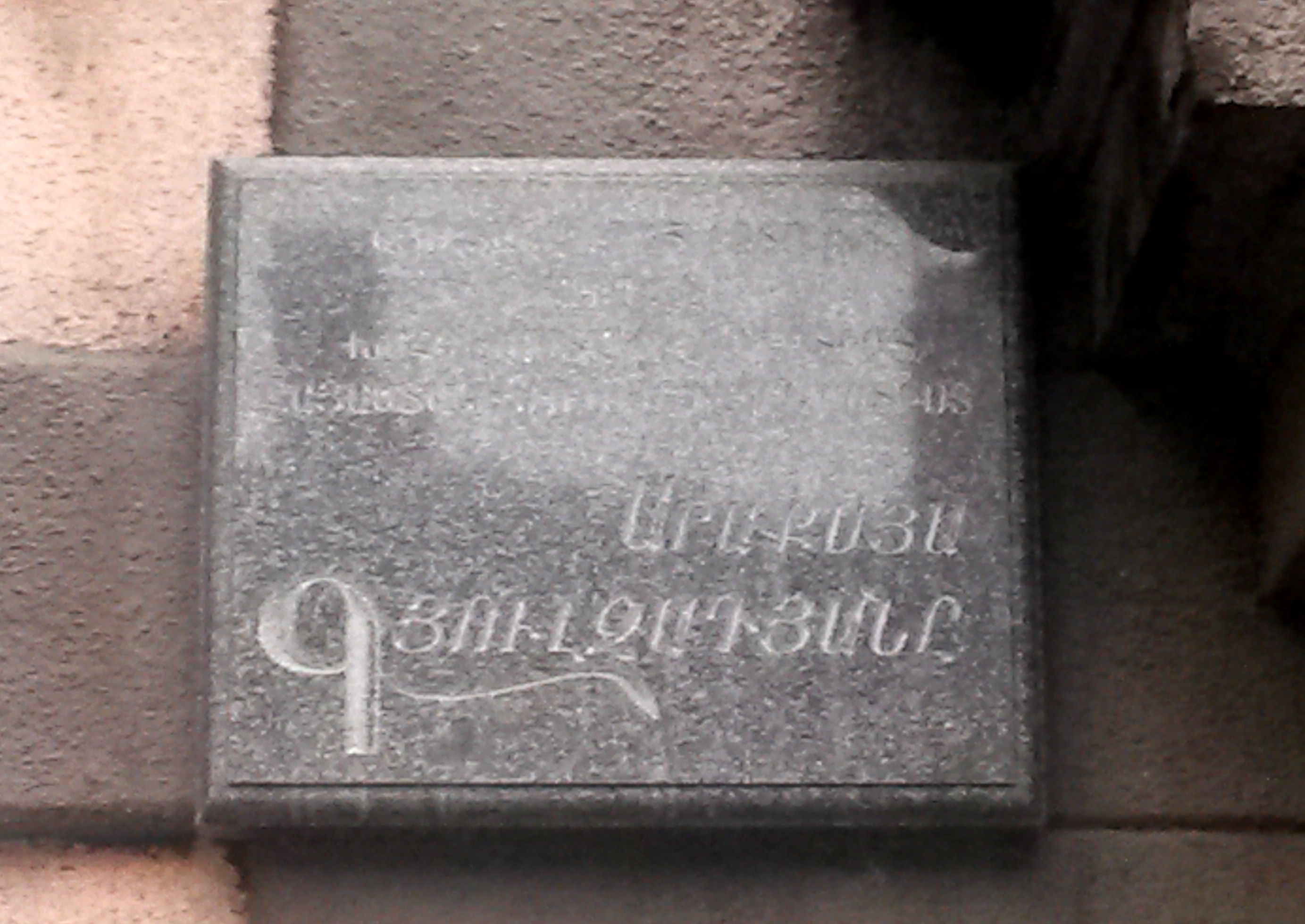
پلاک یادبود آراکسیا گیولزادیان